# Pierre-Émile Martin
Pierre-Emile Martin (Bourges, Cher, 17 de agosto de 1824 – Fourchambault, 23 de maio de 1915) foi um engenheiro industrial (metalurgista) francês.

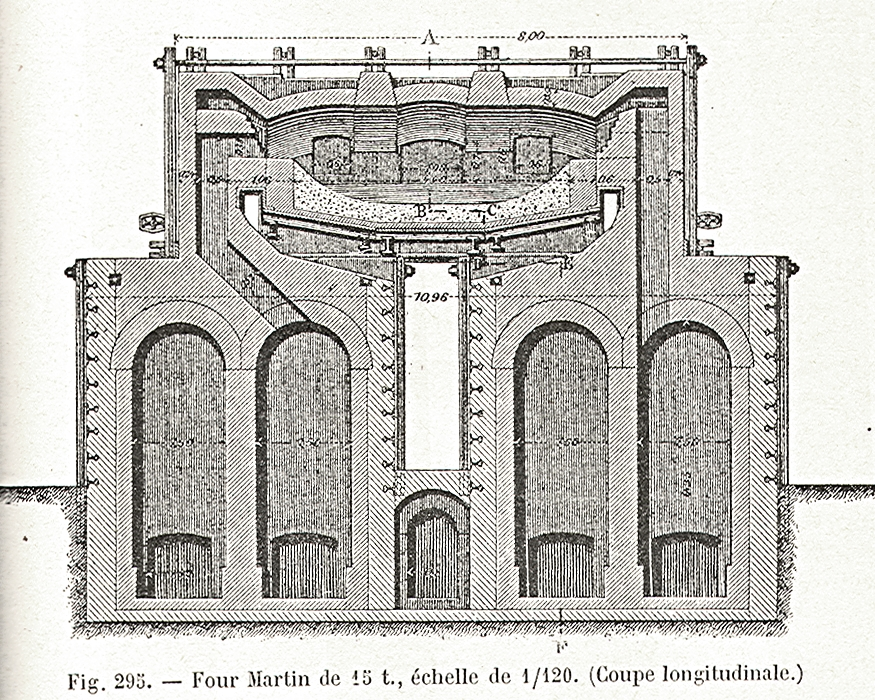
Forno Siemens-Martin

Martin aplicou o princípio da recuperação do gás quente em um forno Siemens-Martin, um processo inventado por Carl Wilhelm Siemens.